# Artem Habelok
Artem Jurijovyč Habelok (in ucraino Артем Юрійович Габелок?; Dnipro, 2 gennaio 1995) è un calciatore ucraino, centrocampista del Čornomorec'.

## Caratteristiche tecniche
È un centrocampista centrale.

## Palmarès

### Club

#### Competizioni nazionali
- Campionato lettone: 1

Spartaks Jūrmala: 2017